# Aqualung (альбом)
| Оценки критиков   | Оценки критиков                  |
| Источник          | Оценка                           |
| ----------------- | -------------------------------- |
| AllMusic          | ссылка                           |
| Rolling Stone     | (пол.) ссылка                    |
| Sounds            | (пол.) ссылка                    |
| Георгий Старостин | · (overall rating: 12/15) ссылка |
| Роберт Кристгау   | (С+) ссылка                      |

Aqualung (рус. «Акваланг») — четвёртый студийный альбом британской рок-группы Jethro Tull, вышедший в 1971 году. Диск стал первым для нового участника группы Джеффри Хэммонда (бас-гитара) и последним в составе Jethro Tull для ударника Клайва Банкера.

## Об альбоме
«Акваланг» является самым коммерчески успешным диском группы: его продажи во всем мире составили более 7 миллионов экземпляров. В 2003 году «Акваланг» достиг 337 отметки в списке «500 величайших альбомов всех времён по версии журнала Rolling Stone», а в 2015 — 10 место в списке «25 лучших классических альбомов прогрессивного рока» по версии PopMatters.
Акваланг — имя героя заглавной песни, имеющего сомнительную репутацию.
Стивен Уилсон (Porcupine Tree) занимался пересведением альбома для юбилейного переиздания. По его словам, оригинал был зашумленным и шипящим и имел странные проблемы с частотами; ремикс устранил многие из этих проблем: «Я смог это исправить, потому что исходные многодорожечные ленты звучали превосходно. В ремиксе присутствует чистота, отсутствующая в оригинале; он звучит превосходно, и некоторые теперь считают его эталонным. Но другие люди, по понятным причинам, вероятно, всё же предпочли бы услышать оригинальный аналоговый микс со всеми его огрехами. Я это понимаю и принимаю». Также при работе с каталогом группы он отметил большое количество нереализованного материала — так, в случае с «Aqualung» его «хватило бы на целый альбом».

## Список композиций
Все песни написаны Иэном Андерсоном, за исключением указанных.

### Первая сторона
1. Aqualung — 6:31 (Йен Андерсон, Дженни Андерсон)
2. Cross-Eyed Mary — 4:06
3. Cheap Day Return — 1:21
4. Mother Goose — 3:51
5. Wond’ring Aloud — 1:53
6. Up to Me — 3:15

### Вторая сторона
1. My God — 7:08
2. Hymn 43 — 3:14
3. Slipstream — 1:13
4. Locomotive Breath — 4:23
5. Wind Up — 6:01

### Бонус-треки
Переиздания 1996 и 1999 годов содержали шесть дополнительных треков:
1. Lick Your Fingers Clean — 2:46
2. Wind Up (Quad Version) — 5:24
3. Excerpts From the Ian Anderson Interview — 13:59
4. Songs For Jeffrey — 2:51
5. Fat Man — 2:57
6. Bourée — 3:58 (Йен Андерсон, Иоганн Себастьян Бах)

## Участники записи
- Иэн Андерсон — вокал, акустическая гитара, флейта
- Мартин Барр — электрогитара, блокфлейта
- Джон Эван — фортепиано, орган, меллотрон
- Джеффри Хэммонд — бас-гитара, блокфлейта и «странные голоса»
- Клайв Банкер — ударные и перкуссия

Продюсирование
- Джон Бёрнс — инженер записи
- Ди Палмер — оркестровка и дирижирование
- Бёртон Силвермэн — оформление обложки